# Антоніо Сабато
Антоніо Сабато (італ. Antonio Sabato, нар. 9 січня 1958, Новара-ді-Сицилія) — колишній італійський футболіст, що грав на позиції півзахисника.
Виступав, зокрема, за «Інтернаціонале» та «Торіно», а також національну збірну Італії.

## Клубна кар'єра
Народився 9 січня 1958 року в місті Новара-ді-Сицилія. Вихованець футбольної школи клубу «Інтернаціонале». Дорослу футбольну кар'єру розпочав 1976 року в основній команді того ж клубу, в якій провів один сезон, взявши участь лише у 1 матчі чемпіонату.
Не закріпившись в основі міланського клубу, з 1977 по 1982 рік грав на правах оренди за «Форлі» (Серія С1), «Самбенедеттезе» (Серія В) та «Катандзаро» (Серія А).
Влітку 1982 року повернувся в «Інтер», де став основним гравцем, проте через конфлікт з партнером по команді Ліамом Бреді влітку 1985 року перейшов в «Торіно». Відіграв за туринську команду наступні чотири сезони своєї ігрової кар'єри. Більшість часу, проведеного у складі «Торіно», був основним гравцем команди.
Протягом 1989—1991 років захищав кольори команди клубу «Асколі», вилетівши за підсумками першого сезону з Серії А.
Завершив професійну ігрову кар'єру у «Алессандрії» з Серії С, за яку виступав протягом 1991—1993 років. В цілому він зіграв 283 ігор (14 голів) в Серії А, 46 (2 голи) в Серії В і 58 ігор (3 голи) в Серії С.

## Виступи за збірні
Протягом 1977—1982 років залучався до складу молодіжної збірної Італії, у її складі був учасником молодіжного чемпіонату світу 1977 року, де італійці не змогли вийти з групи.
3 березня 1984 року дебютував в офіційних іграх у складі національної збірної Італії в товариському матчі проти збірної Туреччини (2:1), замінивши Джузеппе Доссену. Всього провів року у формі головної команди країни 4 матчі.
У складі олімпійської збірної Італії був учасником футбольного турніру на Олімпійських іграх 1984 року у Лос-Анджелесі. На турнірі зіграв у чотирьох матчах — з США, Коста-Рикою, Чилі та Бразилією та зайняв з командою 4 місце.
Загалом Сабато зіграв 4 матчі за національну збірну, 11 — за олімпійську та один за молодіжну до 21 року.
| Дата      | Місто    | Господарі | Результат | Гості  | Турнір           | Голи | Примітки |
| --------- | -------- | --------- | --------- | ------ | ---------------- | ---- | -------- |
| 3-3-1984  | Стамбул  | Туреччина | 1 – 2     | Італія | товариський матч | -    | 85'      |
| 26-5-1984 | Торонто  | Канада    | 0 – 2     | Італія | товариський матч | -    | 59'      |
| 30-5-1984 | Нью-Йорк | США       | 0 – 0     | Італія | товариський матч | -    | 41'      |
| 3-11-1984 | Лозанна  | Швейцарія | 1 – 1     | Італія | товариський матч | -    | 77'      |
| Усього    |          | Матчів    | 4         |        | Голів            | 0    |          |